# Isabelle Eberhardt
Isabelle Eberhardt (Suïssa, 17 de febrer de 1877 - Algèria, 21 d'octubre de 1904) va ser una jove escriptora que, després del seu primer contacte amb Algèria i fascinada per la vida al desert, va decidir convertir-se a l'islam i va adoptar la vida nòmada de les tribus beduïnes, vivint com els àrabs. De fet, va dedicar gran part de la seva vida a recórrer el nord d'Àfrica amb roba d'home i sota el nom de Si Mahmoud Essadi.
Les seves incomptables experiències i aventures li van servir d'inspiració per a les seves obres, que retraten amb gran precisió la vida de les comunitats nord-africanes i que es van publicar pòstumament amb gran èxit. En destaquem dues obres: Novelas argelinas i Notas de viaje: Marruecos, Argelia i Túnez.